# هجوم شاهین به آسیای صغیر
در سال ۶۱۵ میلادی، و در طول جنگ‌های ایران و روم شرقی (۶۰۲–۶۲۸)، ارتش ساسانی تحت فرماندهی اَسپَهبَد شاهین به آسیای کوچک حمله کرد و به خلقیدون، در آن سوی تنگه بسفر از قسطنطنیه رسید. در این زمان بود، طبق گفته سبئوس، هراکلیوس موافقت کرده بود که کنار بکشد و آماده بود تا به عنوان دست‌نشانده خسرو پرویز، امپراتوری بیزانس را به یک دولت دست‌نشانده شاهنشاهی ساسانی تبدیل کند و حتی به خسرو پرویز اجازه دهد امپراتور بیزانس را انتخاب کند. ساسانیان در سال پیش، سوریه و اسرائیل بیزانس را تصرف کرده بودند. سپس امپراتور بیزانس هراکلیوس، سفیری به شاهنشاه ساسانی خسرو پرویز فرستاد و بدین سبب شاهین دوباره به سوریه عقب‌نشینی کرد.
این نخستین باری نبود که ارتش ساسانی در پشت دیوارهای قسطنطنیه مستقر می‌شد، اما این بار حمله گسترده‌تر بود. از سال ۶۱۴، ساسانیان به آسیای کوچک حمله کردند. در سال ۶۱۴، آنها ملیتنه را تصرف کردند و شاهین ارتش خود را به دو قسمت تقسیم کرد، یک ارتش برای تصرف سارد و ملط و ارتش دیگرش به سمت خلقیدون حرکت کرد. علیرغم عقب‌نشینی موفقیت‌آمیز به سوریه، ساسانیان قیصریه (قیصری امروزی) و دژهای کلیدی ارمنی تئودوسیوپولیس (ارزروم امروزی) و مارتیراپولیس را حفظ کردند. طبق گفته سبئوس، وقتی آن‌ها در سال ۶۱۵ به خلقیدون رسیدند، هراکلیوس موافقت کرد کنار بکشد و به امپراتوری بیزانس اجازه دهد به یک دولت دست‌نشانده تبدیل شود و حتی به خسرو پرویز اجازه دهد امپراتور را انتخاب کند.
ما… با… اطمینان به… خدا و شما اعلیحضرت (خسرو پرویز)، بردگانی را برای شما از المپیوس فرستادیم، بعضی از آنان کنسول‌های مشهور و سابق رومی هستند، از جمله پاتریسیوس و پرایتوری، و لئونتیوس، که یک کنسول مشهور بوده است، پاتریسیوس و فرماندار شهر، و آناستاسیوس، کشیش بسیار خدا دوست [ایا سوفیا] را فرستاده‌ایم؛ ما التماس می‌کنیم که آن‌ها به طرز مناسبی توسط قدرت فوق‌العاده شما پذیرفته شوند.
هراکلیوس نامه جداگانه‌ای به شاهین فرستاد و تمایل خود را برای پذیرش هر کسی که توسط ساسانیان به عنوان حاکم بیزانس منصوب می‌شد، اعلام کرد. این تلاش‌ها ناموفق بود اما به پایتخت بیزانس حمله نشد، زیرا ساسانیان ترجیح می‌دادند بر مصر تمرکز کنند، که از نظر اقتصادی ارزش بیشتری نسبت به آناتولی جنگ‌زده داشت.